# Filogenie vegetală
Filogenia presupune, pe baza ipotezelor cuprinse în Teoria evoluției faptul că unele plante actuale își au originea în altele, mai vechi, acum dispărute.
Din nefericire pentru evoluționiști există câteva probleme...
- Nu s-a putut dovedi până acum nici o trecere de la o specie la altă specie, nici în regnul vegetal, nici în cel animal; deci, toate variantele de filogenie (vegetală sau animală) se bazează pe ipoteza adevărului evoluției, de la care pornesc alte ipoteze privind felul în care ea ar trebui să se desfășoare.

- Din pricina motivelor de la pct.1, nu s-a putut organiza un sistem filogenetic unitar; feluriți evoluționiști și grupări evoluționiste susțin variante diferite de Filogenie vegetală și animală; în toate cazurile structurile sunt create pe baza părerilor privind asemănarea mai mare sau mai mică între organismele studiate.